# 森博幸 (政治家)
森 博幸（もり ひろゆき、1949年（昭和24年）10月30日 - ）は、日本の政治家。元鹿児島県鹿児島市長（4期）。

## 概要
鹿児島県鹿児島市生まれ。ラ・サール高等学校、横浜市立大学商学部卒業。1974年、鹿児島市役所に就職。財政部長や総務部長、総務局長を務める。
2004年、1984年から5期20年の長きにわたって鹿児島市長を務めてきた赤崎義則が6選不出馬を表明したため、同年11月の鹿児島市長選に自民・民主・社民3党の推薦を受けて無所属で立候補。3人の候補者を制し、初当選した。投票率は40.76%。12月23日、市長就任。
2008年の鹿児島市長選で再選。投票率は25.47%。
2012年の鹿児島市長選で3期目の当選。投票率は33.47%。
2016年の鹿児島市長選で4期目の当選。投票率は25.00%。
2020年9月4日、任期満了に伴う11月の鹿児島市長選挙への不出馬を表明。同選挙では前副市長の松永範芳を支持したが落選した（結果は下鶴隆央が当選）。
2021年11月3日、秋の叙勲において旭日中綬章を受章。

## 主な役職
- 2004年（平成16年）12月 - 九州国道協会常任理事
- 2004年（平成16年）12月 - （社）日本水道協会理事・鹿児島県支部長
- 2005年（平成17年）1月- 鹿児島県市長会会長
- 2005年（平成17年）6月 - 全国市長会理事
- 2005年（平成17年）6月 - （社）日本下水道協会理事・鹿児島県支部長
- 2006年（平成18年）5月 - 九州市長会副会長

## 不祥事
海外出張に公費で妻を7回同伴していたことが発覚した。本人は正当性を主張していたが、その後、今後4年間は原則として行わない方針を示した。